# Barstow (Texas)
Barstow város az USA Texas államában, Ward megyében. Lakosainak száma 265 fő (2020. április 1.).

## Népesség
A település népességének változása:

| 2010 | 349 |
| 2020 | 265 |